# SMS Huszár (1905)
SMS Huszár – austro-węgierski niszczyciel z początku XX wieku. Pierwsza jednostka typu Huszár. Okręt wyposażony w cztery opalane węglem kotły parowe typu Yarrow. Zatonął 3 grudnia 1908 roku po wejściu na mieliznę.